# Bodajk
Bodajk – miasto na Węgrzech, w Komitacie Fejér, w powiecie Mór.